# Elektronski mikroskop
Elektronski mikroskop je vrsta mikroskopa, ki kot vir osvetlitve uporablja elektronski snop, s katerim je možno slikanje preučevanega vzorca z zelo veliko ločljivostjo. Uporaba elektronov zaobide teoretično največjo ločljivost svetlobnega mikroskopa, ki je omejena z valovno dolžino vidnega spektra na 180 nm. Valovna dolžina elektronov je manjša od enega pikometra in jo je možno še zmanjšati s povečevanjem energije, kar da največjo teoretično ločljivost manj kot 50 pm, v velikostnem območju vodikovega atoma. V praksi je ločljivost za velikostni razred slabša, a še vedno nekaj stokrat boljša kot pri svetlobnih mikroskopih.
V osnovi je elektronski mikroskop sestavljen iz elektronskega topa, sistema elektromagetnih leč, ki izostrijo visokonapetostni elektronski snop in ga usmerijo proti opazovanemu objektu, ter detektorja elektronov – fosforne plošče ali tipala CCD, ki ustvari sliko. Elektronski snop v zraku hitro izgublja energijo, zato mora biti običajno v komori z opazovanim predmetom vakuum. Poznamo več tipov elektronskih mikroskopov, ki se razlikujejo po načelu delovanja, najbolj razširjena sta pa presevni (transmisijski) in vrstični elektronski mikroskop. Prvi so po zgradbi podobni svetlobnim mikroskopom – elektronski snop potuje skozi ultratanko rezino preučevanega predmeta, ki uklanja elektrone v odvisnosti od električnega potenciala sestavnih delov, in pade na detektor na drugi strani, kjer se pojavijo temnejša in svetlejša območja v odvisnosti od tega, koliko elektronov je potovalo naravnost skozi rezino. Vrstični elektronski mikroskopi pa pošiljajo ozko fokusiran snop proti točki na površini predmeta, ki vzbudi atome na površini in povzroči emisijo sekundarnih elektronov. Tiste, ki potujejo v smeri detektorja, mikroskop zazna, torej je svetlost odvisna od kota površine glede na detektor. Mikroskop premika snop po vrsticah (»skenira«) prek površine, kar da navidezno 3-D sliko opazovanega predmeta.
Elektronski mikroskopi se veliko uporabljajo v vedi o materialih in tehniki za preučevanje mikroskopske zgradbe predmetov, pa tudi v biologiji, kjer omogočajo vpogled v izjemno majhne biološke strukture, kot so bakterije, organeli in virusi, ki so premajhne za opazovanje pod svetlobnim mikroskopom. Vrstični elektronski mikroskopi s svojim delovanjem v vzorcu vzbujajo rentgenske žarke, ki jih je možno zbirati s posebnimi tipali in na njihovi podlagi ugotavljati tudi kemično zgradbo. Slaba stran je izjemno natančna ter zapletena zgradba in občutljivost za motnje iz okolja, zaradi česar so to drage naprave, ki morajo biti nameščene v posebej zaščitenih prostorih s stabilnim napajanjem, z njimi pa lahko upravljajo le posebej usposobljeni tehniki.